# Mavia
Mavia (en árabe: ماوية‎ [Māwiyya]; también llamada Mawia, Mawai o Mawaiy, a veces Mania) fue una reina árabe que gobernó una confederación de tribus árabes semi-nómadas en el sur de Siria, en la última mitad del siglo IV. Llevó a sus tropas a rebelarse contra Roma, liderando su propia armada hasta Fenicia y Palestina. Tras llegar a la frontera de Egipto y vencer repetidamente a la armada romana, los romanos finalmente hicieron un pacto con ella bajo sus condiciones. Incluso más tarde Roma requeriría su asistencia al ser atacada por los godos, a lo que ella respondería mandándoles una unidad de caballería.
La mayoría de lo que se sabe de Mavia proviene de fuentes contemporáneas, por ejemplo las escrituras de Rufino, Sócrates de Constantinopla y Gelasio de Cesarea. Otros autores más tardíos afirmaron que era cristiana, aunque tal vez inicialmente fuera pagana.  

## Biografía
Los ancestros de Mavia, fueron los Tanukh, una afiliación de tribus árabes que emigraron al norte desde la península arábiga un siglo antes del nacimiento de Mavia, a causa de la creciente influencia sasánida en Irán. El marido de Mavia era al-Hawari, el último rey de ésta confederación. Cuando él murió sin dejar heredero, Mavia pasó a regir la confederación y organizó una revuelta contra el Imperio romano que se extendía por el Levante.
Se piensa que las razones para la revuelta fueron religiosas. Tras la muerte de al-Hawari, el emperador romano Valente, un heterodoxo arriano, decidió ignorar las peticiones de los árabes de tener un obispo ortodoxo. Mavia se alejó de la ciudad de Alepo hasta el desierto junto a su pueblo, formando alianzas con los árabes del desierto y haciéndose con el apoyo de la mayoría de Arabia y Siria, preparándose para la revuelta. Algunos historiadores aseguran que fue durante este período que conoció a un monje asceta llamado Moisés y se convirtió al Cristianismo ortodoxo. Lo que Mavia quería era que Roma aceptara a ese mismo monje ortodoxo como obispo.

### Detalles de la revuelta
En la primavera de 378 fue cuando Mavia comenzó la revuelta contra Roma, a menudo comparada con la de Zenobia un siglo antes. Sus fuerzas, que a menudo dirigía personalmente, pasaron por Arabia y Palestina y llegaron a los límites de Egipto, venciendo al ejército romano. Ya que todos los tanukh habían abandonado Alepo para usar el desierto como base, los romanos no tenían ningún objetivo sobre el que tomar represalias. Las unidades móviles del ejército de Mavia, usando clásicas tácticas de guerrilla, frustraron los intentos romanos de parar la revuelta.
Mavia y su ejército probaron también ser superiores a las fuerzas romanas en campo abierto. Tras un siglo habiendo luchado junto a las fuerzas romanas, conocían sus tácticas y vencieron fácilmente a las fuerzas del gobernador romano en Palestina y Fenicia.
Una vez acordado el pacto que deseaba, Mavia demostró su compromiso con Roma casando a su hija con el comandante en jefe del ejército romano.
Mavia murió en el año 425 en Anasartha, al este de Alepo, donde hoy hay una inscripción en su memoria.